# 2-га піхотна дивізія (Канада)
2-га піхо́тна диві́зія Кана́ди (англ. 2nd Canadian Infantry Division) — військове з'єднання Сухопутних військ Канади (1939—1945).

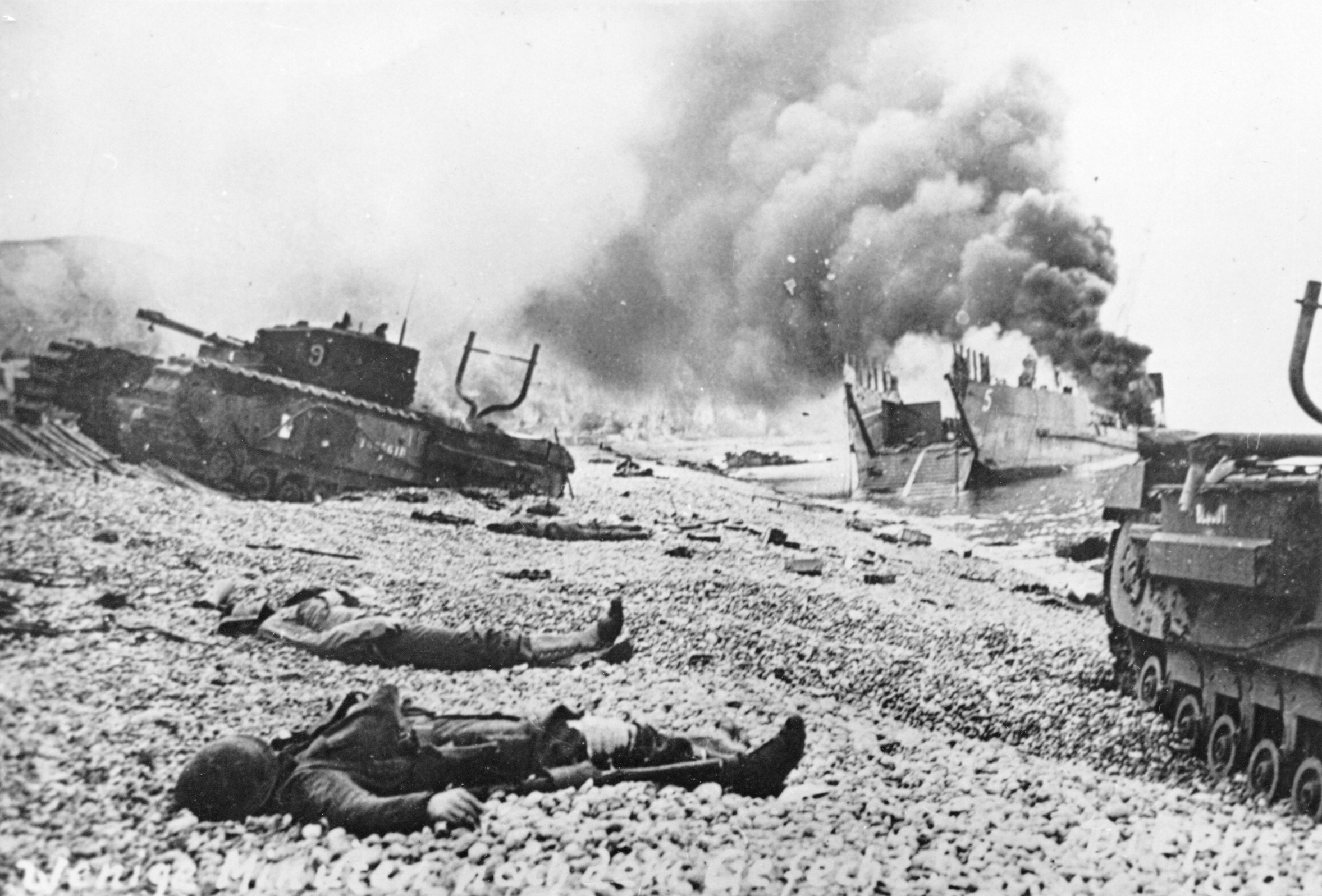
Наслідки провалу висадки 2-ї дивізії в битві за Дьєп. 19 серпня 1942

## Відео
- Dieppe tribute to 2nd Canadian Infantry Division by Bryan Naylor-Operation Jubilee [Архівовано 23 вересня 2016 у Wayback Machine.]